# Šport u 1990.
◄◄ | ◄ | 1987. | 1988. | 1989. | 1990.  | 1991. | 1992. | 1993. | ► | ►►
Arhitektura • Astronautika • Astronomija • Biologija • Film • Fotografija • Glazba • Kazalište • Kemija • Kiparstvo • Knjige • Književnost • Kršćanstvo • Meteorologija • Medicina • Planinarstvo • Politika • Pravo • Promet • Slikarstvo • Strip • Šport • Televizija • Znanost • Zrakoplovstvo • Željeznički promet
Šport u 1990.

## Svijet

### Natjecanja

#### Svjetska natjecanja
- Od 28. veljače do 10. ožujka – Svjetsko prvenstvo u rukometu u Čehoslovačkoj: prvak Švedska
- Od 8. lipnja do 8. srpnja – Svjetsko prvenstvo u nogometu u Italiji: prvak SR Njemačka
- Od 8. do 19. kolovoza – Svjetsko prvenstvo u košarci u Argentini: prvak Jugoslavija
- Od 24. studenoga do 4. prosinca – Svjetsko prvenstvo u rukometu za žene u Južnoj Koreji: prvak SSSR

## Hrvatska i u Hrvata

### Osnivanja
- ŽNK Osijek, hrvatski nogometni klub

## Vanjske poveznice
|  | Zajednički poslužitelj ima još gradiva o temi Šport u 1990. |